# Зенович, Том Маркович
Том Зенович — политический деятель Приднестровской Молдавской Республики. 
Член Временного Верховного совета Приднестровской Молдавской Республики (2 сентября — 25 ноября 1990 года).
С 1995 по 2001 год был мэром Бендер, второго по величине города Приднестровья.
Кандидат в  президенты ПМР в 9 декабря 2001 года. Занял второе место с результатом 6,68%, не сумев победить действующего президента Приднестровья Игоря Смирнова, но набрав больше голосов, чем его другой соперник, правозащитник Александр Радченко.
Зенович утверждает, что в результате противодействия Игорю Смирнову подвергся антисемитской пропаганде, которая распространяла слухи о том, что он еврей (что не соответствует действительности), и был вынужден отказаться от своего поста мэра. В биографии своих политических программных плакатов он описал свою профессию как «безработный». Он сказал Британской Хельсинкской правозащитной группе, что опасается за свою личную безопасность после выборов.
Является сторонником условного воссоединения с Молдовой и сторонником Владимира Путина.